# St. Bernard Cemetery
Le St. Bernard Cemetery est un cimetière catholique situé à Fitchburg, dans le Massachusetts. Joseph D. Ward, le basketteur John Keefe, Pat Mora et Nixey Callahan sont enterrés ici.